# Патогенез бічного аміотрофічного склерозу
Процеси та механізми розвитку бічного аміотрофічного склерозу залишаються не до кінця з'ясованими через відсутність знань про причину хвороби. З одного боку, не зважаючи на різні типи БАС, патогенез є подібним. З іншого боку не до кінця з'ясовані процеси, які переважають при тому чи іншому типі. Також не відомо, які процеси є первинними, а які вторинними (наприклад, надлишок глутамату може спричиняти збільшення кількості внутрішньоклітинного кальцію, а той в свой чергу сприятиме пероксидним реакціям, або навпаки, надлишок кальцію сприяє утворенню вільних радикалів, ті ушкоджують глію і це веде до надміру глутамату). Загалом до реакцій, які мають місце у патогенезі бічного аміотрофічного склерозу, відносять:
- екситотоксичність
- ушкодження вільними радикалами
- дисфункція мітохондрій
- активація апоптозу
- агрегація білків
- порушення аксонного транспорту
- порушення пов'язані з нейротрофічними факторами
- патологія глії

## Екситотоксичність
Екситотоксичність – це ушкодження нейронів, яке спричиняється надмірним впливом глутамату та інших збуджуючих амінокислот (аспартат, екзогенні екситотоксини). У 40% хворих на спорадичний аміотрофічний склероз в спинномозковій рідині присутній підвищений рівень глутамату. При БАС наявне зменшення внутрішньоклітинного глутамату і зростання позаклітинного; найбільше зменшення внутрішньоклітинного глутамату наявне в моторній корі та нейронах переднього рогу спинного мозку. Окрім глутамату, в клітинах наявне зменшення N-ацетиласпартатглутамату (NAAG), який може розщеплюватися до глутамату. Дослідження хворих на хворобу Гуам показало, що в саго наявні екситотоксини. Таким чином, екситотоксичність присутня у патогенезі бічного аміотрофічного склерозу.
Надмір глутамату пов'язують з порушенням в системі утилізації цієї збуджувальної амінокислоти. Так, переоксидні реакції ведуть до ушкодження на посттрансляційній модифікації білка в астроцитах, які продукують EAAT2 (англ. exitatory amino acid transporter). EAAT2 — це білок, який покликаний швидко очистити позаклітинну речовину від глутамату і, таким чином, зменшити патогенний вплив на нейрони. Оскільки цього не відбувається, то велика кількість глутамату взаємодіє з AMPA-рецепторами, NMDA-рецепторами та каїнатними рецепторами. Наявні дані про те, що мотонейрони гинуть, якщо в них відбувається мала експресія субодиниці Glu-R2 в AMPA-рецепторах, яка відповідає за вихід кальцію. Надлишок кальцію входить через VGCC-канали та активує ензими, які  в подальшому посилюють утворення вільних радикалів, ушкодження мітохондрій, порушення фосфорилювання білків, активацію апоптозу. Додатковий фактор, який підсилює екситотоксичність – це наявність антитіл до α-субодиниці потенціалзалежних кальцієвих каналів. Роль екситотоксичності неоднозначна, адже у 50-60% немає змін пов'язаних з метаболізмом збуджуючих амінокислот. Наприклад, у мишей з нокаутом гену GLT1, який кодує однойменний білок (та ж сама функція, що і у в EAAT2 в людей) гибелі мотонейронів не відбувається. Також, в мотонейронах, які стійкі до екситотоксичного ушкодження відбувається підвищена експресія кальційзв'язуючих білків. З іншого боку, ще неможливо сказати, що є первинним: екситотоксична дія чи пероксиді реакції і чи екситотоксичність є наслідок чи передумовою смерті нейрона. Ще один цікавий факт — це дегенерація холінергічний нейронів(мотонейрони є такими), яка пов'язана з порушенням впливу кальцитонін-гензв'язаного білка (англ. calcitonin gene related peptide, CGRP); цей білок регулює синтез постсинаптичних ацетилхолінових рецепторів.

## Пероксидне окислення
Виникнення великої кількості вільних радикалів з одного боку пояснюється мутацією у ряду випадків сімейного бічного аміотрофічного склерозу SOD1, а з іншого боку екситотоксичністю, надміром кальцію, що веде до активації синтази оксиду азоту, синтази ксантину та фосфоліпази A2. Слід зазначити, що вільні радикали виникають і в нормі, однак знешкоджуються антиоксидантною системою, яка порушена при хворобі. Вільні радикали ушкоджують білки, ліпіди та нуклеїнові кислоти, що веде до агрегацій білків, мутацій в генах (особливо пошкоджується ДНК мітохондрій, які кодують деякі складові дихальному ланцюгу в мітохондріях), порушення цілісності мембран клітин та органел. Найлегше окисненню підлягають SH-групи цистеїну. Ці групи входять до складу великої кількості активних центрів ферментів, забезпечують третинну структуру білка. Альдегідні сполуки (наприклад, малоновий диальдегід), які виникають при порушеній антиоксидантній системі, сприяють утворенню міжмолекулярних «зшивок». Радикали здатні проникати в міжклітинний простір, а звідти в астроглію, де вони пошкоджують і її; це може проявлятися зниженням кількості EEAT2 і розвитком екситотоксичності. OH•-радикал активно взаємодіє з ДНК та РНК, що призводить до мутацій, порушення синтезу ферментів. Подібну до нього дію має пероксинітрит, але основна його точка прикладання — тирозинові залишки білків, що унеможливлює їхнє фосфорилювання. Він також взаємодіє з вуглекислим газом з утворенням нітрокарбонат-аніона, що має велику роль у хворих з дихальними проблемами. Ще одне важливе явище, пов'язане з пероксинітритом — це взаємодія з залізом в мітохондріях та порушення в дихальному ланцюзі. Пероксинітрит сприяє агрегації білків в мітохондріях з подальшою їх деструкцією та виходом факторів, що активують апоптоз. Ушкодження мітохондрій розглядають як ланку, що єднає пероксидні реакції та екситотоксичність.

## Активація апоптозу
Апоптоз – це генетично контрольована загибель клітини. При бічному аміотрофічному склерозі апоптоз має одну особливість: перед апоптозом відбувається реактивація (за своєю суттю канцерогенез) клітинного циклу. Реактивація клітинного циклу відбувається в умовах екситотоксичності, пероксидному окисленні, браку нейротрофічних факторів. Саме з останнім фактором пов'язують і «дефект» клітинного циклу: він зупиняється у G1/S- або G2-фазі, а опісля запускається апоптоз. Явище співіснування апоптозу та неправильного поділу клітини при бічному аміотрофічному (та й при іншних нейродегенеративних хворобах) має назву «мітотичної катастрофи». Серед причин виникнення апоптозу називаються дефекти «захисних» білків, таких як BCL2, NIAP (neuronal inhibitor apoptosis protein), SMNP (survival motor neuron protein), які інгібують активацію та швидкість запрогромованої загибелі. Активації апоптозу сприяють і екситотоксичність, яка, опосердковано через кальцій, активує ферменти, що пошкоджують органели та мембрани, особливо мітохондрії, та пероксидного окислення. При пошкодженні мітохондрій з них виділяється апоптоз-індукуючий фактор (AIF), який викликає фрагментацію ДНК. При бічному аміотрофічному склерозі підвищується експресія таких рецепторів, як p75NGFR, збільшується експресія генів c-jun та c-fos, активується каспазний шлях. Активація c-jun та c-fos, а також продуктом їх активації – AP-1 комплексом – полягає в утворенні патологічних білків. Морфологічні прояви апоптозу – це зморщення нейрона, фрагментація хроматину, збереження органел та плазматичної мембрани, наявність апоптичних тілець.

## Агрегація білків
Через пошкодження (через лію вільних радикалів, наприклад) структури виникає агрегація білків, яка патоморфологічно проявляється різними внутрішньоклітинними включеннями. Цю агрегацію намагаються пояснити полімерезаційно-конформаційною теорією. Вона зводиться до того, що спочатку відбуваються конформаційні зміни в будові білка, а потім відбувається агрегація. В нормі надмірній агрегації протидіють протеолітичні системи та білки-шаперони; і перше, і друге при бічному аміотрофічному склерозі функціонує насправно. Так, дослідження на мишах показало, що мутантна СОД 1 здатна інгібувати убіквітин-протеасомний комплекс. Мутанта СОД 1 також утворює нерозчинні агрегати в аксонах. Активація мікроглії також негативно впливає на цей комплекс, наприклад через посередництво інтерферону відбувається заміщення  β-субодиниці протеасоми  на  β1-субодиницю, що значно зменшує можливість протеасоми в розщеплюванні білків. Існують дані про генетичну природу цих процесів. Так мутації генів, які кодують шаперони веде до розвитку нейродегенеративних хвороб. Явним доказом того, що при бічному аміотрофічному склерозі є порушення в убіквітин-протеасомному комплексі, є імунореактивність до убіквітину різних включень, які знаходять при хворобі.

## Порушення аксонного транспорту
Аксонний транспорт забезпечує зв'язок нейрона з клітиною-мішенню. При бічному аміотрофічному склерозі він порушений. Порушення може локалізуватися в одному з складових, які забезпечуюють аксонний транспорт. Насамперед, для того, аби відбувався аксонний транспорт необхідний нормальний аксон. Цитоскелет аксону особливо залежить від нейрофіламентів, які забезпечують стабільність його структури та повільний аксонний транспорт. Нейрофіламент є триплетним білком, який складається з легкої (NF-L), середньої (NF-M) та тяжкої (NF-H) субодиниць. Ці білки дуже добре фосфорилюються; рівень їхнього фосфорилювання також впливає на потребу їх деградації. У випадку хвороби їх фософрилювання порушене, вони надміру фосфорильовані. При цьому порушене і їх дефосфорилювання, що приводить до їх накопичення. Так, при Західно-Тихоокеанській формі, надлишок алюмінію у воді спричиняє порушення фосфорилювання нейрофіламентів, що веде до утворення високофосфорильованої NF-H. Особливо важливим є порушення фосфорилювання NF-H, яке вважають ключовим фактором агрегації нейрофіламентів. Є дані про генетичні точкові мутації, які випливають на структуру нейрофіламентів. Досліди на мишах, які були генетично модифіковані і в них відбувалася надмірна експресія генів, що кодують нейрофіламенти, продемонстрували розвиток процесу подібного бічний аміотрофічний склероз.
Окрім стабільного цитоскелету та повільного аксонного транспорту при бічному аміотрофічному склерозі уражається кінезин, який в основному забезпечує швидкий антеградний транспорт, та динеїн-динактиновий комплекс, який в основному забезпечує швидкий ретроградний транспорт. Мутація динактину веде до порушення ретроградного транспорту, який забезпечує надходження до тіла нейрона нейротрофінів. Відомо, що мутація кінезину наявна при таких хворобах, як хвороба Шарко-Марі-Тута. На дослідах з мишами доведено існування взаємодії (агрегації) кінезину та мутантної СОД 1 за участі гістонової деацитилази 6.

## Нейротрофіни
В 1981 році була запропонована спільна для всіх нейродегенеративних хвороб теорія про те, що вони виникають через порушення,  які зв'язані з нейротрофічними факторами. Нейротрофіни (нейротрофічні фактори) – речовини, які необхідні для правильного дозрівання та росту нервової системи, а також підтримці «виживаності» нейронів. Вони продукуються астроглією (яка теж уражена при хворобі) та органами-мішенями, які нейрон іннервує. Існує декілька теорії про те, як саме виникає порушення при бічному аміотрофічному склерозі: зменшення продукції м'язових нейротрофінів, порушення аксонного транспорту і, як наслідок, фактори не можуть дійти до нейрона, втрата нейроном можливості реагувати на дію нейротрофіну. В дослідах на мишах було показано, що мутація гена crb33, який кодує рецептор до гліального росткового фактору (один з класів нейротрофінів) веде до зменшення кількості нейронів на 79%. Слід зазначити, що у випадку соматомотонейронів (і на відміну від чутливих та вегетативних) загибель виникає лише при порушеннях зв'язаних з декількома нейротрофічними факторами. Так, при порушеннях генів, які кодують судинний ендотеліальний фактор росту у мишей виникає стан, який подібний до бічного аміотрофічного фактору. Згідно з даними аутопсії у хворих на бічний аміотрофічний склероз в передніх рогах є зменшена кількість війкового нейротрофічного фактору.

## Виноски
1. ↑  Jeffrey D. Rothstein, MD, PhD. Current hypotheses for the underlying biology of amyotrophic lateral sclerosis // Annals of Neurology. — . — Т. 65, вип. 1. — С. 3-9. — DOI:10.1002/ana.21543. — PMID 19191304 .(англ.)
2. ↑  Завалишин, 2009, с. 70.
3. 1 2 3 4 5 6  Завалишин, Бойко, 2011, с. 473-474.
4. 1 2 3 4  Mattson, 2010.
5. 1 2 3 4 5 6 7  Завалишин, 2009.
6. ↑  Завалишин, 2009, с. 75-76.
7. 1 2  Завалишин, 2009, с. 77-78.
8. ↑  Завалишин, 2009, с. 79-80.
9. ↑  Завалишин, 2009, с. 100.
10. 1 2  Завалишин, 2009, с. 101.
11. 1 2  Завалишин, 2009, с. 104-105.
12. ↑  Завалишин, 2009, с. 83.
13. ↑  Завалишин, 2009, с. 84.
14. 1 2 3 4  Завалишин, 2009, с. 86-87.
15. 1 2  Mitsumoto, Chad, 1998, с. 278.
16. ↑  Mitsumoto, Chad, 1998, с. 276.
17. 1 2 3  Eisen, 2006, с. 78.
18. 1 2  Mitsumoto, Chad, 1998, с. 277.
19. 1 2  Завалишин, 2009, с. 88.
20. ↑  Завалишин, 2009, с. 91.
21. ↑  Завалишин, 2009, с. 92.
22. 1 2  Завалишин, 2009, с. 93.
23. ↑  Завалишин, 2009, с. 98.
24. ↑  Завалишин, 2009, с. 97.

### Книги
- И. А. Завалишин. Боковой амиотрофический склероз. — Москва : ГЭОТАР-Медиа, 2009. — 272 с. — ISBN 978-5970412572. (рос.)
- И. А. Завалишин, Н. Н. Спирина, А. Н. Бойко, С. С. Никитина. Хронические нейроинфекции. — Москва : ГЭОТАР-Медиа, 2011. — 553 с. — ISBN 978-5-9704-1898-7. (рос.)
- Andrew Eisen, Charles Krieger. Amyotrophic Lateral Sclerosis: A Synthesis of Research and Clinical Practice. — New York : Cambridge University Press, 2006. — 324 с. — ISBN 978-0521034265. (англ.)
- Mark P. Mattson. Pathogenesis of Neurodegenerative Disorders. — New Jersey : Humana Press, 2010. — 294 с. — ISBN 978-1617372155. (англ.)

### Журнали
- Al-Chalabi, A.; Robertson, J. (November-December 2006). Molecular Basis of Amyotrophic Lateral Sclerosis. Biochimica et Biophysica Acta (BBA). 1726: 955—1164. (англ.)